# Taxímetro (náutica)
En náutica el taxímetro es un instrumento utilizado para medir marcaciones (marcación: ángulo horizontal medido desde el Norte Verdadero en sentido N-E-S-O (HORARIO) a un objeto notable) y otros ángulos horizontales. Consta de una pínula o alidada o visor o anteojo que gira sobre un eje vertical y un círculo acimutal horizontal graduado en grados y cuyo origen está alineado con la línea de crujía. Es similar en uso y aplicación a un círculo aZimutal. Para que el origen de mediciones siempre esté alineado con la crujía del buque el instrumento debe necesariamente ir fijado a la estructura del buque. Es por esto que no se suele utilizar en barcos pequeños donde se suele utilizar el compás de marcaciones para sustituir al taxímetro en algunas de sus funciones ya que el compás de marcaciones es más pequeño y manejable.
Mediante la toma de demoras y la utilización de técnicas geométricas sobre la carta de navegación puede determinarse la posición, rumbo, velocidad, etc. de un buque lo cual es útil para el pilotaje y navegación.
Dos ejemplos sencillos de su uso:
- Ejemplo primero: Un buque se mueve a velocidad y rumbo constantes. El piloto toma la demora de un faro cuando está por el través (m = 90°) y cuando está 45° separado del través (m = 45° o m = 135°). Entonces sabe que la distancia recorrida por el buque entre las dos observaciones es igual a la distancia del buque al faro cuando lo tenía por el través.

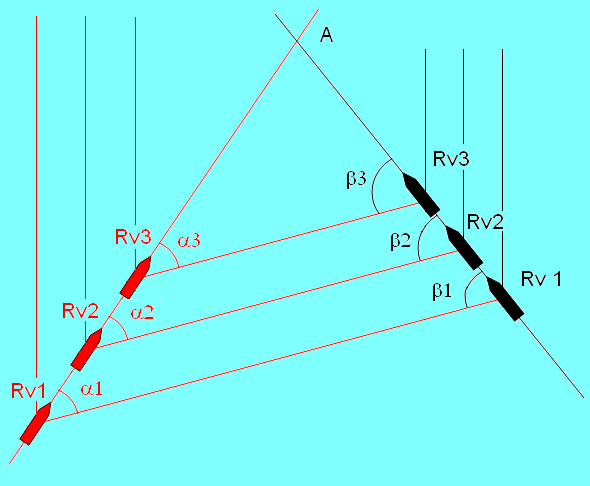
Rumbo de colisión, demora constante.

- Ejemplo segundo: El buque A observa a cierta distancia a un buque B. Asumimos en este ejemplo que ambos buques navegan a velocidad y rumbo constantes. El piloto del buque A quiere determinar si existe riesgo de colisión con el buque B para lo cual toma sucesivas y frecuentes demoras del buque B usando el taxímetro cada pocos minutos. Si las sucesivas observaciones se van moviendo hacia la proa entonces se puede determinar que no hay riesgo de colisión y que el buque B pasará frente a la proa del buque A. Si las sucesivas observaciones se van desplazando hacia popa entonces se puede determinar que el buque B cruzará la trayectoria del buque A por la popa y no existe riesgo de colisión. Pero si las sucesivas observaciones se mantienen prácticamente constantes y la distancia entre los buques va disminuyendo entonces existe riesgo de colisión y los pilotos de ambos buques deberán tomar medidas para evitar la posible colisión.

- Datos: Q2067564
- Multimedia: Pelorus (instrument) / Q2067564